# Ремізов Олексій Михайлович
Олексій Миха́йлович Ре́мізов (рос. Алексе́й Миха́йлович Ре́мизов; 24 червня (06 липня) 1877, Москва, — 26 листопада 1957, Париж, Франція)  — російський письменник. Один із найяскравіших стилістів у російській літературі.

## Життєпис

### Перші роки
Народився Олексій Ремізов в московській купецької сім'ї. Мати письменника Марія Олександрівна Найдьонова була сестрою відомого в Росії промисловця і громадського діяча Миколи Олександровича Найдьонова (1834—1905). Його троюрідна сестра Марія Василівна Ремізова — мати російського ботаніка Костянтина Пангала. У своїй автобіографії 1912 року Олексій Ремізов писав:
Я, Олексій Михайлович Ремізов, ратник ополчення 2-го розряду, почесний громадянин, народився в 1877 році 24 червня в Москві в Замоскворіччі. Батько мій Михайло Олексійович Ремізов — московської 2-ї гільдії купець. Торгівля батька — велика галантерея. Моя мати Марія Олександрівна Ремізова, уроджена Найдьонова, зі знаменитого купецького роду Найдьонових. Предки мої по батькові Ремізови — тульські, з міста Веньова. Предки по матері Найдьонові — владімірські, з села Батиєва, Суздальського повіту.
З дитячих років Олексій Ремізов був великим вигадником і фантазером. У віці семи років він записав зі слів няні розповідь про пожежу в селі — це було його перше реалістичне оповідання. Пізніше робота з «чужим словом» трансформувалася в особливу авторську манеру — творчість «за матеріалом». Тоді ж він вирішив стати письменником.
В 1895 році Олексій Ремізов закінчив Московське Олександрівське комерційне училище і вступив на Фізико-математичний факультет Московського університету. Студентом був помилково арештований за опір поліції під час демонстрації і на 6 років засланий на північ Росії (Пенза, Вологда, Усть-Сисольськ).
Потрапивши на заслання в 1901 році в м. Усть-Сисольськ, Вологодської губернії познайомився з іскрівцем Щеколдін Ф. І., який взяв його під своє заступництво. Зі спогадів А. М. Ремізова про своє заслання — «Прихистив Федір Іванович Щеколдін, староста і скарбник, найстаріший з засланців, учитель, подобу Варлаама індійського …»
Повернувшись із заслання в 1905 році в Санкт-Петербург, Ремізов почав активну літературну діяльність: публікуються його казки і легенди «Лимонарь, або: Луг духовний», «Посолонь», «Докука і балагур'є», «Николині притчі», роман «Ставок» і повісті «Годинник», «П'ята виразка». Драматургічні твори на зразок середньовічних містерій: «Трагедія про Юду, принца Іскаріотського», «Дідькове дійство», «Цар Максиміліан». В 1908 році в театрі Віри Коміссаржевської поставлено «Дідькове дійство». Письменника зараховували до символізму (і більш широко — модернізму), хоча сам Ремізов не позиціонував себе як символіста. Найближчим другом письменника був вічужанін Щеколдін Федір Іванович (1870—1919), один з засновників РСДРП, письменник. Щеколдін є героєм розповіді Ремізова «Сім бісів».

### В роки революції

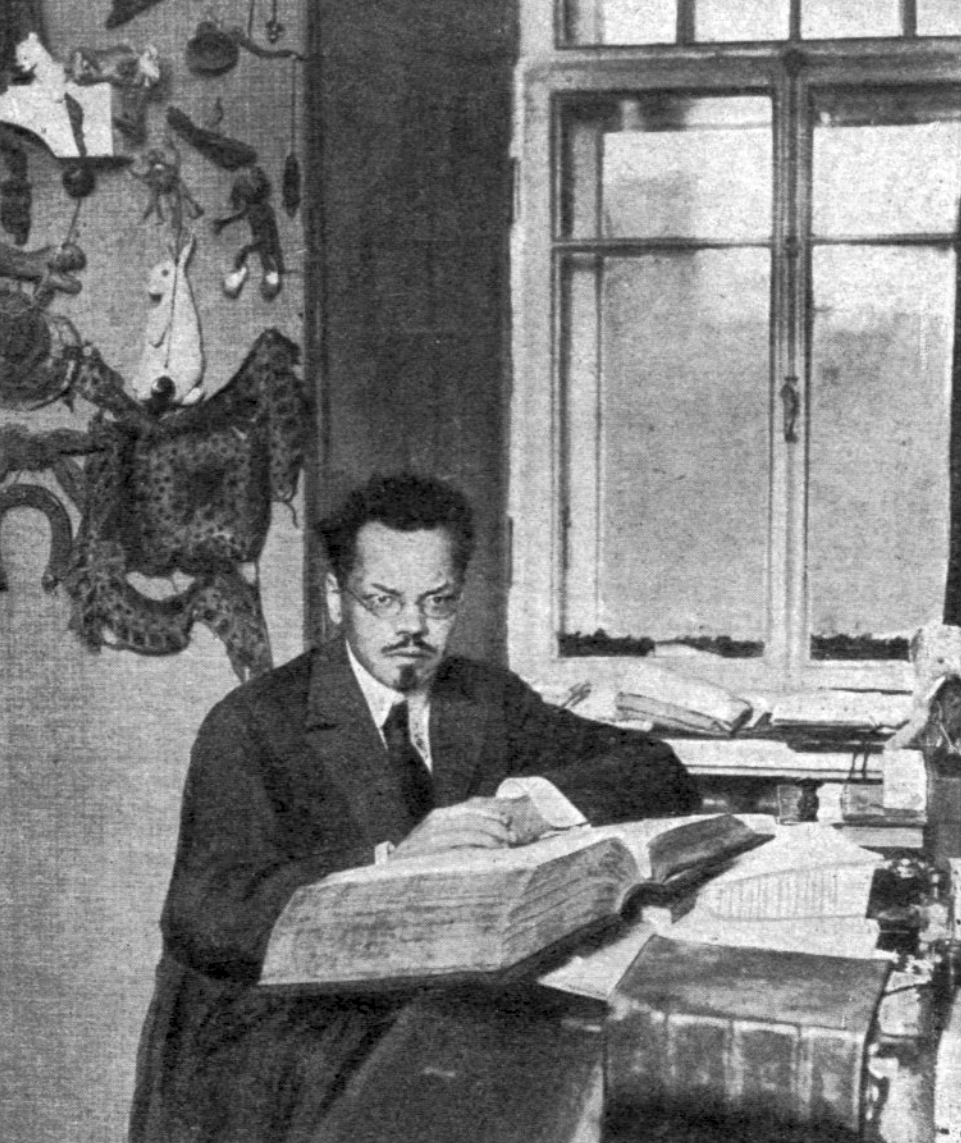
Олексій Ремізов за робочим столом

У роки більшовицького перевороту та наступні роки воєнного комунізму Олексій Ремізов залишався в Петрограді, хоча політично був налаштований антибільшовицьки (сам він був близький доесерів). Влітку 1921 року Ремізов виїхав на лікування в Німеччину. Письменник гадав, що це тимчасово, однак повернутися назад в Росію йому не судилося.
Ми всі приходимо у світ, щоб нас пестила царівна Мимра, але всіх нас пожирає смердюча змія Скарапея, — такий сумний зміст ремізовських книг.

### В еміграції
У листопаді 1923 року, через економічну кризу, Олексій Ремізов переїхав з Берліна в Париж. Там він прожив решту свого життя. В еміграції Ремізов продовжував багато писати. Нйвідомішими стали його художні спогади про життя в Петербурзі і революцію: «Розбурхана Русь» та «Підстриженими очима». Проте друкуватися ставало з кожним роком важче. Ремізов брав участь у виданні журналу «Версти» (Париж, 1926—1928), в якому публікувалися деякі його твори. З 1931 року публікація книг Ремізова майже припинилася. Його друзі і шанувальники заснували спеціальне невелике видавництво «Оплєшнік» в 1953 році, що дозволило письменникові видавати нові книги.
Наприкінці життя отримав громадянство СРСР. Похований на цвинтарі Сент-Женев'єв-де-Буа.
Дружина (з 1903 року) — Серафима Павлівна Ремізова-Довгелло (1876—1943), палеограф.

## Творчість
«Живою скарбницею російської душі й мови» називала його творчість Марина Цвєтаєва. Він надзвичайно яскраво та образно сприймав світ.
Перша публікація Олексія Ремізова вийшла в світ у 1902 році. Московська газета «Кур'єр» надрукувала оповідання «Плач дівчини перед заміжжям», під псевдонімом «Н. Молдаванов».
На початку 1905 року переїхав до Петербурга, де почалося його справжнє літературне життя. З 1921 року він перебував в еміграції: спочатку в Берліні, потім у Парижі. Про те, що Олексій Ремізов був ще й талановитим художником, знають не всі. Він малював завжди, на будь-якому клаптику паперу. Кожне свій лист або крихітну записку він неодмінно супроводжував якимось малюнком. У 1933 році в Празі експонувалася виставка його малюнків.
Роботами Ремізова-художника захоплювалися Марк Шагал, Василь Кандинський, Пабло Пікассо. У роки війни Олексій Ремізов вів «графічний щоденник», в якому відображав сни, портрети сучасників і події, що схвилювали його.
У 1985 році був виданий каталог виставки малюнків і рукописів Ремізоваіз зібрання Томаса П. Уїтні, яка проходила в Mead Art Museum Амгерстського коледжу, в місті Амгерст, штат Массачусетс, США.
У 2013 році архів Олексія Ремізова, який зберігала у Франції Наталія Рєзнікова (1902—1992), був придбаний, у її спадкоємців, Міністерством культури Росії. Зараз архів Ремізова зберігається в Державному Літературному музеї(Москва).

#### Спогади сучасників
Гліб Володимирович Чижов-Холмський згадує:
 «На своєму тривалому життєвому шляху мені доводилося зустрічатися з багатьма цікавими, обдарованим і навіть знаменитими людьми, але ріхто з них не був більш чуйним і доброзичливим ніж Олексій Михайлович Ремізов». 

Письменник і публіцист Іван Ільїн так характеризує творчість Ремізова:
 «Це майстер слова і живописець образів, художній і духовний образ якого настільки своєрідний і незвичний, що літературний критик, який хоче осягнути і описати його творчість, постає перед дуже тонким і складним завданням. Ремізов, як письменник, не вписується в жодні традиційно-літературні форми, не підпадає під жодні узвичаєні „категорії“. А ще й тому, що він створює завжди і в усьому нові, свої форми, і ці нові літературні форми вимагають нових „категорій“. Надзвичайно важливим є й те, що ці форми вимагають від читача і від критика нібито нових душевних „органів“ споглядання і осягнення». 
Творчість Ремізова привертала увагу діячів французької інтелектуальної еліти 1940—1950-х років. В цей час твори Ремізова багато перекладали французькою мовою. Він виступав по радіо зі своїми творами, бував в літературних салонах, про його творчість писали найбільші французькі газети.
Олексій Ремізов творив все своє життя. Багато в чому його твори є автобіографічними.
Ремізов пише в «Учителі музики», що «в кожній людині не одна людина, а багато різних людей». А коли його біограф Н. Кодрянська запитала Ремізова про його багатогранність, — «Олексій Михайлович навіть не здивувався моєму запитанню, а весело вигукнув: „Та це ж вони всі між собою перегукуються!“»
«Ще в дитинстві Ремизову дали прізвисько „порожня голова“, і воно прилипло до кінця його днів. Перед нами варіація казкового дурника, який в свою чергу постає варіацією „бідної людини“, усіма зневаженої, однак обранця казки, найулюбленішого їй», пише Андрій Синявський.

## Стиль
Його проза тематично надзвичайно багатостороння, містить елементи символізму (згущення, ущільнення) та експресіонізму (надмірність, перебільшення). Крім засобів народної поезії, як, наприклад, повтори і чітко виражена ритмізація, у Ремізова можна зустріти і відсторонення за допомогою стилізації усного мовлення (оповідь), що вкладена в уста вигаданого персонажа. У мові Ремізова поєднуються прихильність до давніх форм російської мови і прагнення до оновлення поетичних засобів. Він використовує також елементи мови російських книг XVII століття, а також діалектну та народну лексику. Водночас Олексій Ремізов ретельно і спеціально відмовляється від європейських запозичень.

## Твори
Ремізову принесли популярність його казки і символістські романи, — перш за все, збірки «Посолонь» (1907), «Докука і балагур'є» (1914), романи і повісті «Ставок» (1905), «Годинник» (1908), «П'ята виразка» (1912), «Хрестові сестри» (1910). В еміграції Ремізов в основному писав белетризовані мемуари, найвідоміші з яких — «Розбурхана Русь. Щоденник 1917—1921 рр» (1927). Ремізову також належить ряд драматургійних творів («Дідькове дійство», «Про Іуду, принца Іскаріотського»). Всі вони увійшли в академічне видання Зібрання творів, що вийшло в 2000—2004 роках.
У «Посолоні» і «Лимонарі» Ремізов ніби висуває свою власну альтернативу декадентському початку в мистецтві, що було співзвучно пошукам «молодших символістів». Його варіант подолання егоцентричних тенденцій в літературі виявляється близьким концепції соборності мистецтва В'ячеслава Іванова.
У своїх драматургійних творах Ремізов найвиразніше реалізував сповідувану ним «необарочну» поетику, де поєднано фарс і трагедію, приземлено-тваринне і піднесено-духовне, «серафічне», інвективи до вічності і натяки буденності. Остання п'єса — «Цар Максиміліан» (1919) — стилізована переробка декількох фольклорних варіантів — ще один акт пієтету письменника перед народною творчістю.
«Розбурхана Русь» — перша книга автобіографічної епопеї Олексія Ремізова, яка зайняла основне місце в його емігрантській творчості і де письменник охопив своє життя, — «Іверень» (1897—1905), «Петербурзький байрак» (1905—1917), «Розбурхана Русь» (1917—1921), «Учитель музики» (1923—1939), «Крізь вогонь Скоробей» (1940—1943). Автобіографічна проза Ремізова багато в чому відрізняється від звичних форм цього жанру: реальні факти переплетені з авторською фантазією, композиція не лінійно-хронологічна, а мозаїчно-послідовна, підпорядкована ліричному імпульсу.
У 1927 році в розширеному вигляді вперше опублікована розповідь «Іверень», Щеколдін Ф. І. є одним з героїв книги спогадів А. М. Ремізова. Перша глава має підзаголовок «Старець», як би дає стильовий камертон для зображення Щеколдіна. Його образ малюється Ремізовим відповідно по каноном давньоруської агіографічної літератури: «Федір Іванович Щеколдін кореня костромського і мова його округла.»
В останніх книгах письменник переосмислює найбільш значні пам'ятки російської і світової культури («Трістан та Ізольда», «Сава Грудцин», «Коло щастя», «Павичевим пером» і ін.). Найважливішою темою для розуміння зв'язків Ремізова з російським і європейським авангардом постає тема снотворчості. Вона висловилася в двох книгах: «Мартин Задека» і «Вогонь речей». Остання — це своєрідний естетичний заповіт — унікальне «гіпнологічне» дослідження російської літератури ніби замикає літературно-філософську есеїстику «срібного віку», присвячену російській класиці.
Зібрання творів Ремізова (1910—1912) показало цілісність художнього світу письменника, парадоксальне поєднання в собі жартівника і казкаря, винахідника кошмарів і жаху повсякденної дійсності. Поєднання двох частин буття було принциповим для Ремізова, який так писав про центральну тему своєї творчості: «Жнива світу, біда людського життя — як важко жити на світі! Люди заможні і ті, що приречені на злидні, для них однаково є тягарем життя. А інша сторона — смішна».

### Найвідоміші твори
- «Лимонарь» (1907)
- «Посолонь» (1907)
- «Дідькове дійство» (1907)
- «Годинник» (СПб, 1908)
- «Ставок» (1908)
- «Трагедія про Юду, принца Іскаріотського» (1908)
- «Невгамовний бубон» (1909)
- «Хрестові сестри» (1910)
- «Дійство про Георгія Хороброго» (1910)
- «П'ята виразка» (1912)
- «Зібрання творів у 8 т.» (1910—1912)
- «Слово про загибе російської землі» (1917)
- «Цар Максиміліан» (1919)
- «Цар Додон» (1921)[7]
- «Росія в письменах» (1922)
- «Кукха» (1923)
- «Розбурхана Русь. Щоденник 1917—1921 рр.» (1927)
- «У рожевому блиску» (1952)
- «Краватка» (1922)
- «Сила Русі» (1911)